# Васильев, Владимир Александрович (хоккеист, 1938)
Владимир Александрович Васильев (род. 21 января 1938) — советский хоккеист, нападающий.
Воспитанник новосибирского хоккея. Начинал играть в командах низших лиг «Спартак» Новосибирск (1955/66) и «Буревестник» Омск (1956/57 — 1959/60). В сезонах 1960/61 — 1962/63 играл в классе «А» за «Спартак» / «Аэрофлот» Омск. После игр за СКА Новосибирск (1963—1964) перешёл в новосибирскую «Сибирь», с которой в 1965 году вышел в 1 группу класс «А». После начала сезона 1968/69 перешёл в команду 2 группы класса «А» «Автомобилист» Алма-Ата, с которой по итогам сезона поднялся во 2 подгруппу 1 группы класса «А». После сезона 1969/70 завершил карьеру.